# 宽翅毛茛
宽翅毛茛（学名：Ranunculus platyspermus）为毛茛科毛茛属下的一个种。

## 扩展阅读
- 維基物種上的相關：宽翅毛茛